# Gleb Striżenow
Gleb Aleksandrowicz Striżenow, ros. Глеб Александрович Стриженов (ur. 21 lipca 1923 w Woroneżu, zm. 4 października 1985) – radziecki aktor, uhonorowany tytułem Zasłużonego Artysty Federacji Rosyjskiej.
Jego brat Oleg Striżenow (1929-2025) także był aktorem.

## Filmografia
- 1963: Optymistyczna tragedia jako drugi oficer
- 1966: Po kruchym lodzie jako Karl Frankenberg, lekarz
- 1967: Gwiazdy na czapkach jako pułkownik
- 1978: Knajpa na Piatnickiej jako stary gitarzysta Wołodia
- 1979: Garaż jako Aleksandr Grigoriewicz Jakubow
- 1979: Kilka dni z życia Obłomowa jako Baron
- 1981: Teheran 43 jako Simon

i inne